# Svícový graf Heikin Aši
Heikin Aši je způsob zobrazení informace o pohybu ceny pocházející z 18. století z Japonska. Způsobů zobrazení změn na trhu je několik. Někdy se prostě zobrazuje pouze uzavírací cena, takže graf je obyčejná linie. Tato linie neumožňuje zjistit, jak se trh choval v rámci jednotlivých zobrazených časových oken. Proto se používají svícové (svíčkové) grafy. Heikin Aši je varianta zobrazení tohoto grafů. Je jim velice podobná, ale zobrazuje data speciálně upravená. Oba druhy grafů se používají pro předpověď budoucího pohybu – technickou analýzu . 
U původních svícových grafů zobrazuje každá svíčka přesně 4 hodnoty trhu – otevírací, maximální, minimální a zavírací hodnotu. Z angličtiny Open High Low Close (OHLC). Maximální a minimální hodnota je zobrazena jako knot, otevírací a zavírací hodnota určují výšku vlastní svíčky (vosku). Open a Close v libovolném okamžiku ukazují poslední známou hodnotu.  Svíčky se pro názornost odlišují graficky – rostoucí svíčka (tj. C > O) se tradičně zobrazuje zeleně (případně je svíčka vyplněna jinak, například bíle), klesající svíčka (tj. C < O) je tradičně červená (nebo není vyplněná, případně je vyplněna černě). 
Alternativní zobrazení Heikin Aši (v japonštině „průměrný sloupec“) zobrazuje jiné hodnoty než OHLC . Ty se počítají z hodnot původních a předchozích hodnot Heikin Aši. 
- {\displaystyle O_{ha}} je průměr předchozích hodnot Heikin Aši Open a Close. Nová svíčka tedy vždy začíná uprostřed předchozí.
- {\displaystyle C_{ha}} je průměr skutečných hodnot Open, High, Low a Close.
- {\displaystyle H_{ha}} a {\displaystyle L_{ha}} se víceméně nemění (tedy pokud není knot schovaný ve vosku).

## Ve vzorcích
{\displaystyle O_{ha}={\frac {O_{ha-1}+C_{ha-1}}{2}}}
{\displaystyle C_{ha}={\frac {O+H+L+C}{4}}}
{\displaystyle H_{ha}=\max {(H,O_{ha},C_{ha})}}
{\displaystyle L_{ha}=\min {(L,O_{ha},C_{ha})}}

## Zobrazení Heikin Aši
Výsledkem je jemné průměrování průběžné hodnoty, které vede k eliminaci vysokých frekvencí.  Krátké protichůdné výkyvy ceny „podlehnou“ převládajícímu trendu a ten je tak zcela zřejmý. Heikin Aši se tak chová jako indikátor technické analýzy. 

Porovnání Heikin Aši a tradičního svíčkového grafu

## Výhody
- trend je zřejmý už z barvy svíček [8]
- nahrazuje různé další přídavné grafy jako je klouzavý průměr
- je možné obchodovat bez dalších indikátorů
- je vhodný pro algoritmické obchodování

## Nevýhody
- tělo Heikin Aši svíčky nereprezentuje aktuální hodnoty Open a Close (nemožnost použití pro přesné cenové akce) [8]
- drobné pohyby nejsou vidět [8]
- nefungují zde žádné formace a vzory (morning/shooting star, hammer, head and shoulders, ...) [9]
- je potřeba se naučit jinému významu svíček [8]

## Interpretace
Trend označují za sebou jdoucí svíčky stejné barvy.  Větší počet znamená silnější trend. Za silný trend se považuje pět svíček  nebo tři svíčky bez knotů (u rostoucích svíček jde o chybějící knot dole a naopak) . Pro technickou analýzu je vhodné (stejně jako u jiných zobrazení) pro potvrzení kombinovat Heikin Aši s dalším indikátorem, jako je například stochastický oscilátor. 